# Euproctis talesea
Euproctis talesea är en fjärilsart som beskrevs av Collenette 1933. Euproctis talesea ingår i släktet Euproctis och familjen tofsspinnare. Inga underarter finns listade i Catalogue of Life.